# Aguas Blancas (Yauco)
Aguas Blancas es un barrio ubicado en el municipio de Yauco en el Estado Libre Asociado de Puerto Rico. En el Censo de 2010 tenía una población de 231 habitantes y una densidad poblacional de 18,99 personas por km².

## Geografía
Aguas Blancas se encuentra ubicado en las coordenadas 18°7′38″N 66°49′31″O / 18.12722, -66.82528. Según la Oficina del Censo de los Estados Unidos, Aguas Blancas tiene una superficie total de 12.16 km², que corresponden a tierra firme.

## Demografía
Según el censo de 2010, había 231 personas residiendo en Aguas Blancas. La densidad de población era de 18,99 hab./km². De los 231 habitantes, Aguas Blancas estaba compuesto por el 84.42% blancos, el 1.73% eran afroamericanos, el 0.43% eran amerindios, el 11.69% eran de otras razas y el 1.73% pertenecían a dos o más razas. Del total de la población el 100% eran hispanos o latinos de cualquier raza.